# Илия Раев
Илия Раев е български актьор.

## Биография и творчество
Завършва ВИТИЗ „Кръстьо Сарафов“ със специалност актьорско майсторство в класа на професор Желчо Мандаджиев. Там се запознава с бъдещата си жена баронеса Наталия Бардская, която е потомка на белогвардейци.
Работи в Хасковския драматичен театър от 1964 до 1967, а след това в Театър „София“ до 1990 г. След това преминава в Малък градски театър „Зад канала“. Играе и на сцената на Театър 199.
Озвучавал е филми за БНТ, сред които „Без следа“.
През 2007 г. преподава актьорско майсторство в МОНТФИЗ, заедно с Наталия Бардская и Слав Бойчев. На следващата година става директор на Драматично-куклен театър „Васил Друмев“ в Шумен (от 2008), където с решение на Управителния съвет оглавява и Сдружение „Нова българска драма“ и Международния фестивал „Друмеви театрални празници – Нова българска драма“.
Има две дъщери – Веселина и Алекс Раева .

## Театрални роли
- „Ревизор“ (Н. В. Гогол) - Хлестаков
- „Еснафи“ (Максим Горки) - Пьотр
- „Мизантроп“ (Ж. Б. Молиер) - Филинт
- „В първият ден на свободата“ (Л. Кручковски) - Ян
- „Таня, Таня“ (О. Мухина)- рабтникът
- „Пансион за кучета“ (Ю. Дачев) -двойникът на Чарли Чаплин
- „Живият труп“ (Л. Н. Толстой) - Княз Обресков
- „В полите на Витоша“ (П. К. Яворов) - Драгоданоглу
- „Когато гръм удари“ (П. К. Яворов) - Попович
- „Завръщане у дома“ (Харолд Пинтър) - Сам
- „Чайка“ (Антон Чехов) - Сорин
- „Портретът на Дориан Грей“ (Оскар Уайлд) - клиентът
- „Опечалена фамилия“ Бранислав Нушич) - Агатон
- „Куцльото от забутания остров“ (М. Макдона) - докторът
- „Харолд и Мод“ (Колин Хигинс) - свещеникът
- „Напразните усилия в лятна нощ“ (Уилям Шекспир) - Фил
- „Тит Андроник“ (Уилям Шекспир) - Макс

## Телевизионен театър
- „Делото „Опенхаймер““ (1988) (Хайнер Кипхарт), 2 части
- „Гарвани“ (1987) (Анри Бек)
- „Болшевики“ (1980) (Михаил Шатров), 2 части – Ленин
- „Престолът“ (1975) (Иван Вазов)

## Филмография
| Година    | Филми и Сериали | Серии | Копродукции                                     | Роля                                                                                  |
| --------- | --- | ----- | ----------------------------------------------- | ------------------------------------------------------------------------------------- |
| 2011-2014 | Седем часа разлика                                                                                                   | 80    |                                                 | ген. Лука Карлов, баща на Светлана Стефанакова, дядо на Тео, бивш генерал-агент на ДС |
| 2008      | Дзифт |       |                                                 | чичо Тиме                                                                             |
| 2007      | Приключенията на един Арлекин                                                                                        | 4     |                                                 | (в серия: II)                                                                         |
| 2004      | Ганьо Балкански се завърна от Европа (тв сериал)                                                                     | 4     |                                                 | Богутински (в 2 серии: I и IV)                                                        |
| 2004      | Спартак - („Spartacus“)                                                                                              | 2     | САЩ / България                                  | сенатор №1                                                                            |
| 2003      | Крака за милиони |       |                                                 |                                                                                       |
| 2001      | Огледалото на дявола                                                                                                 | 4     |                                                 | началникът                                                                            |
| 1997      | Рекет - („Il Racket“) Гражданинът въстава- (2 заглавие)                                                              | 6     | Италия                                          |                                                                                       |
| 1991-1996 | „Момчетата до стената“ - („II ragazzi del muretto“)                                                                  | 52    | Италия                                          | комисарят (в 2 серии: 21-ва „Vite strozzate“, 22-ра „Così va il mondo“ (1996)         |
| 1995      | Октопод 7: Разследването на смъртта на комисар Катани („La piovra 7 - Indagine sulla morte del commissario Cattani“) | 6     | Италия / Франция / Германия / Испания / Австрия | кметът Рамбалдо (в 5 серии)                                                           |
| 1990      | Племенникът чужденец                                                                                                 |       |                                                 |                                                                                       |
| 1989      | Маргарит и Маргарита                                                                                                 |       |                                                 | директорът на училището                                                               |
| 1987      | Каменната гора (тв)                                                                                                  |       |                                                 | Пройков, управител на хотел                                                           |
| 1987      | Небе за всички |       |                                                 |                                                                                       |
| 1985      | Звън на кристал |       |                                                 | Добрев                                                                                |
| 1984      | Борис I | 2     |                                                 | Мутимир, сръбски жупан                                                                |
| 1983      | Д-р Петър Берон | 2     |                                                 | Теохар Папазов, управител на имотите на Берон                                         |
| 1984      | В името на народа | 8     |                                                 | Борис                                                                                 |
| 1984      | Последната възможност                                                                                                |       |                                                 | Санчо Панса                                                                           |
| 1984      | Опасен чар |       |                                                 | Гошо, братовчедът на Боряна                                                           |
| 1983      | Ако те има |       |                                                 | Христов                                                                               |
| 1981      | Ударът |       |                                                 | Багрянов                                                                              |
| 1981      | Руският консул | 2     |                                                 | Станислав Доспевски                                                                   |
| 1980      | Похищение в жълто |       |                                                 | д-р Ненов                                                                             |
| 1979      | Всичко е любов |       |                                                 | Мавров, инспекторът от милицията                                                      |
| 1976-1980 | Записки по българските въстания                                                                                      | 13    |                                                 | Тома Георгиев (в 7 серии: VI, VII, VIII, IX, X, XI, XIII)                             |
| 1976      | Апостолите | 2     |                                                 | Тома Георгиев                                                                         |